# Mark Woodforde
Mark Woodforde (* 23. září 1965, Adelaide) je bývalý australský profesionální tenista, specializující se na čtyřhru, v níž dosáhl nejlepších výsledků.

## Tenisová kariéra
V mužské čtyřhře získal dvanáct titulů z Grand Slamu a dalších pět ve smíšené čtyřhře. Společně s krajanem Toddem Woodbridgem, přezdívaní „Woodies“, se stali olympijskými vítězi ve čtyřhře na LOH 1996 v Atlantě a stříbrnou medaili přivezli z LOH 2000 v Sydney. Dvakrát také zvítězili na Turnaji mistrů (1992, 1996). Woodforde vyhrál na okruhu ATP 4 turnaje ve dvouhře a 67 ve čtyřhře. Woodies vytvořili jako pár rekord ATP, když společně vyhráli 61 turnajů, včetně 11 grandslamů. Asociace profesionálních tenistů jej pětkrát vyhlásila nejlepším deblistou roku.
Také byl součástí australského daviscupového družstva. V Davisově poháru odehrál tři finále. V roce 1999 se jednalo o pařížské finále proti Francii, které přineslo Australanům po třinácti letech zisk salátové mísy. Společně s Woodbridgem jsou nejúspěšnější dvojicí v australském družstvu s poměrem 14 vítězství a 2 prohry.
Jeho aktivní profesionální období trvalo šestnáct let 1984–2000. Hráčskou kariéru opustil po prohraném daviscupovém finále se Španělskem v prosinci 2000.
Na žebříčku ATP ve dvouhře byl nejvýše na 19. místě (26. duben 1996), ve čtyřhře pak na 1. místě (16. listopad 1992).

## Finálová utkání na Grand Slamu

### Mužská čtyřhra – 16 (12-4)

#### Vítězství – mužská čtyřhra (12)
| Č.  | Datum             | Turnaj                     | Povrch | Spoluhráč       | Finalisté                       | Výsledek           |
| 1.  | 1989              | US Open                    | tvrdý  | John McEnroe    | Ken Flach Robert Seguso         | 6–4, 4–6, 6–3, 6–3 |
| 2.  | 27. leden 1992    | Australian Open, Melbourne | tvrdý  | Todd Woodbridge | Kelly Jones Rick Leach          | 6–4, 6–3, 6–4      |
| 3.  | 5. červenec 1993  | Wimbledon, Londýn          | tráva  | Todd Woodbridge | Grant Connell Patrick Galbraith | 7–6, 6–3, 7–6      |
| 4.  | 4. červenec 1994  | Wimbledon, Londýn          | tráva  | Todd Woodbridge | Grant Connell Patrick Galbraith | 7–6, 6–3, 6–1      |
| 5.  | 10. červenec 1995 | Wimbledon, Londýn          | tráva  | Todd Woodbridge | Rick Leach Scott Melville       | 7–5, 7–6, 7–6      |
| 6.  | 11. září 1995     | US Open, New York          | tvrdý  | Todd Woodbridge | Alex O'Brien Sandon Stolle      | 6–3, 6–3           |
| 7.  | 8. červenec 1996  | Wimbledon, Londýn          | tráva  | Todd Woodbridge | Byron Black Grant Connell       | 4–6, 6–1, 6–3, 6–2 |
| 8.  | 9. září 1996      | US Open, New York          | tvrdý  | Todd Woodbridge | Jacco Eltingh Paul Haarhuis     | 4–6, 7–6, 7–6      |
| 9.  | 27 January 1997   | Australian Open, Melbourne | tvrdý  | Todd Woodbridge | Sébastien Lareau Alex O'Brien   | 4–6, 7–5, 7–5, 6–3 |
| 10. | 7. červenec 1997  | Wimbledon, Londýn          | tráva  | Todd Woodbridge | Jacco Eltingh Paul Haarhuis     | 7–6, 7–6, 5–7, 6–3 |
| 11. | 12. červen 2000   | French Open, Paříž         | antuka | Todd Woodbridge | Paul Haarhuis Sandon Stolle     | 7–6, 6–4           |
| 12. | 10. červenec 2000 | Wimbledon, Londýn          | tráva  | Todd Woodbridge | Paul Haarhuis Sandon Stolle     | 6–3, 6–4, 6–1      |

#### Finalista – mužská čtyřhra (4)
| Č. | Datum | Turnaj          | Povrch | Spoluhráč       | Vítězové                         | Výsledek                    |
| 1. | 1994  | US Open         | tvrdý  | Todd Woodbridge | Jacco Eltingh Paul Haarhuis      | 6–3, 7–6(6)                 |
| 2. | 1997  | French Open     | antuka | Todd Woodbridge | Jevgenij Kafelnikov Daniel Vacek | 7–6(12), 4–6, 6–3           |
| 3. | 1998  | Australian Open | tvrdý  | Todd Woodbridge | Jonas Björkman Jacco Eltingh     | 6–2, 5–7, 2–6, 6–4, 6–3     |
| 4. | 1998  | Wimbledon       | tráva  | Todd Woodbridge | Jacco Eltingh Paul Haarhuis      | 2–6, 6–4, 7–6(3), 5–7, 10–8 |

### Smíšená čtyřhra: 7 (5-2)
| Stav      | Rok  | Turnaj          | Povrch | Spoluhráčka             | Finalisté                               | Výsledek       |
| Vítěz     | 1992 | Australian Open | tvrdý  | Nicole Provis           | Arantxa Sánchez Vicario Todd Woodbridge | 6–3, 4–6, 11–9 |
| Vítěz     | 1992 | French Open     | antuka | Arantxa Sánchez Vicario | Lori McNeil Bryan Shelton               | 6–2, 6–3       |
| Vítěz     | 1992 | US Open         | tvrdý  | Nicole Provis           | Helena Suková Tom Nijssen               | 4–6, 6–3, 6–3  |
| Vítěz     | 1993 | Wimbledon       | tráva  | Martina Navrátilová     | Manon Bollegraf Tom Nijssen             | 6–3, 6–4       |
| Finalista | 1993 | US Open         | tvrdý  | Martina Navrátilová     | Helena Suková Todd Woodbridge           | 6–3, 7–6       |
| Vítěz     | 1996 | Australian Open | tvrdý  | Nicole Provis           | Larisa Savčenková Luke Jensen           | 4–6, 7–5, 6–0  |
| Finalista | 1996 | Wimbledon       | tráva  | Larisa Savčenková       | Helena Suková Cyril Suk                 | 1–6, 6–3, 6–2  |

## Finálová utkání na turnajích ATP

### Dvouhra (9)

#### Vítězství (4)
| Č. | Datum          | Turnaj                | Povrch  | Finalista     | Výsledek           |
| 1. | 20. leden 1986 | Auckland, Nový Zéland | tvrdý   | Bud Schultz   | 6–4, 6–3, 3–6, 6–4 |
| 2. | 4. leden 1988  | Adelaide, Austrálie   | tvrdý   | Wally Masur   | 6–2, 6–4           |
| 3. | 9. leden 1989  | Adelaide, Austrálie   | tvrdý   | Patrik Kühnen | 7–5, 1–6, 7–5      |
| 4. | 22. únor 1993  | Philadelphia, USA     | koberec | Ivan Lendl    | 5–4, ret.          |

#### Finalista (5)
| Č. | Datum             | Turnaj              | Povrch  | Vítěz            | Výsledek      |
| 1. | 9. říjen 1989     | Brisbane, Austrálie | tvrdý   | Nicklas Kroon    | 4–6, 6–2, 6–4 |
| 2. | 10. srpen 1992    | Los Angeles, USA    | tvrdý   | Richard Krajicek | 6–4, 2–6, 6–4 |
| 3. | 16. listopad 1992 | Antwerp, Belgie     | koberec | Richard Krajicek | 6–2, 6–2      |
| 4. | 8. srpen 1994     | Los Angeles, USA    | tvrdý   | Boris Becker     | 6–2, 6–2      |
| 5. | 19. říjen 1998    | Singapore           | koberec | Marcelo Ríos     | 6–4, 6–2      |

### Čtyřhra – 91 (67-24)

#### Vítězství (67)
| Legenda                      |
| Grand Slam (12)              |
| Tennis Masters Cup (2)       |
| Olympijské hry (1)           |
| ATP Masters Series (14)      |
| ATP Championship Series (11) |
| ATP Tour (27)                |

| Tituly dle povrchu |
| Tvrdý (36)         |
| Antuka (9)         |
| Tráva (10)         |
| Koberec (12)       |

| Č.  | Datum             | Turnaj                                  | Povrch    | Spoluhráč       | Finalisté                         | Výsledek                   |
| 1.  | 26. září 1988     | Los Angeles, USA                        | tvrdý     | John McEnroe    | Libor Pimek Michiel Schapers      | 6–4, 6–4                   |
| 2.  | 3. říjen 1988     | San Francisco, USA                      | koberec   | John McEnroe    | Rick Leach Jim Pugh               | 6–4, 7–6                   |
| 3.  | 1. květen 1989    | Monte Carlo, Monako                     | antuka    | Tomáš Šmíd      | Paolo Canè Diego Nargiso          | 1–6, 6–4, 6–2              |
| 4.  | 1. květen 1989    | US Open, New York                       | tvrdý     | John McEnroe    | Ken Flach Robert Seguso           | 6–4, 4–6, 6–3, 6–3         |
| 5.  | 18. únor 1991     | Brusel, Belgie                          | koberec   | Todd Woodbridge | Libor Pimek Michiel Schapers      | 6–3, 6–0                   |
| 6.  | 11. březen 1991   | Kodaň, Dánsko                           | koberec   | Todd Woodbridge | Mansour Bahrami Andrej Olchovskij | 6–3, 6–1                   |
| 7.  | 17. červen 1991   | Londýn/Queen's Club, Anglie (1)         | tráva     | Todd Woodbridge | Grant Connell Glenn Michibata     | 6–4, 7–6                   |
| 8.  | 30. září 1991     | Brisbane, Australia (2)                 | tvrdý     | Todd Woodbridge | John Fitzgerald Glenn Michibata   | 7–6, 6–3                   |
| 9.  | 27. leden 1992    | Australian Open, Melbourne (1)          | tvrdý     | Todd Woodbridge | Kelly Jones Rick Leach            | 6–4, 6–3, 6–4              |
| 10. | 17. únor 1992     | Memphis, USA (1)                        | tvrdý (h) | Todd Woodbridge | Kevin Curren Gary Muller          | 7–5, 4–6, 7–6              |
| 11. | 24. únor 1992     | Philadelphia, USA (1)                   | koberec   | Todd Woodbridge | Jim Grabb Richey Reneberg         | 6–4, 7–6                   |
| 12. | 6. duben 1992     | Singapore (1)                           | tvrdý     | Todd Woodbridge | Grant Connell Glenn Michibata     | 6–7, 6–2, 6–4              |
| 13. | 17. srpen 1992    | Cincinnati, USA (1)                     | tvrdý     | Todd Woodbridge | Patrick McEnroe Jonathan Stark    | 6–3, 1–6, 6–3              |
| 14. | 19. říjen 1992    | Tokyo Indoor, Japonsko                  | tvrdý (h) | Todd Woodbridge | Jim Grabb Richey Reneberg         | 7–6, 6–4                   |
| 15. | 2. listopad 1992  | Stockholm, Švédsko (1)                  | koberec   | Todd Woodbridge | Steve DeVries David Macpherson    | 6–3, 6–4                   |
| 16. | 29. listopad 1992 | Doubles Championships, Johannesburg (1) | tvrdý     | Todd Woodbridge | John Fitzgerald Anders Järryd     | 6–2, 7–6(4), 5–7, 3–6, 6–3 |
| 17. | 11. leden 1993    | Adelaide, Austrálie (1)                 | tvrdý     | Todd Woodbridge | John Fitzgerald Laurie Warder     | 6–4, 7–5                   |
| 18. | 15. únor 1993     | Memphis, USA (2)                        | tvrdý (h) | Todd Woodbridge | Jacco Eltingh Paul Haarhuis       | 7–5, 6–2                   |
| 19. | 14. červen 1993   | London/Queen's Club, Anglie ()          | tráva     | Todd Woodbridge | Neil Broad Gary Muller            | 6–7, 6–3, 6–4              |
| 20. | 5. červenec 1993  | Wimbledon, Londýn (1)                   | tráva     | Todd Woodbridge | Grant Connell Patrick Galbraith   | 7–6, 6–3, 7–6              |
| 21. | 1. listopad 1993  | Stockholm, Švédsko (2)                  | koberec   | Todd Woodbridge | Gary Muller Danie Visser          | 6–1, 3–6, 6–2              |
| 22. | 7. únor 1994      | Dubai, SAE                              | tvrdý     | Todd Woodbridge | Darren Cahill John Fitzgerald     | 6–7, 6–4, 6–2              |
| 23. | 18. duben 1994    | Nice, Francie                           | antuka    | Javier Sánchez  | Hendrik Jan Davids Piet Norval    | 7–5, 6–3                   |
| 24. | 9. květen 1994    | Pinehurst, USA (1)                      | antuka    | Todd Woodbridge | Jared Palmer Richey Reneberg      | 6–2, 3–6, 6–3              |
| 25. | 4. červenec 1994  | Wimbledon, Londýn (2)                   | tráva     | Todd Woodbridge | Grant Connell Patrick Galbraith   | 7–6, 6–3, 6–1              |
| 26. | 8. srpen 1994     | Los Angeles, USA                        | tvrdý     | John Fitzgerald | Scott Davis Brian MacPhie         | 4–6, 6–2, 6–0              |
| 27. | 22. srpen 1994    | Indianapolis, USA                       | tvrdý     | Todd Woodbridge | Jim Grabb Richey Reneberg         | 6–3, 6–4                   |
| 28. | 31. říjen 1994    | Stockholm, Sweden (3)                   | koberec   | Todd Woodbridge | Jan Apell Jonas Björkman          | 6–3, 6–4                   |
| 29. | 16. leden 1995    | Sydney Outdoor, Austrálie(1)            | tvrdý     | Todd Woodbridge | Trevor Kronemann David Macpherson | 7–6, 6–4                   |
| 30. | 27. březen 1995   | Miami, USA (1)                          | tvrdý     | Todd Woodbridge | Jim Grabb Patrick McEnroe         | 6–3, 7–6                   |
| 31. | 15. květen 1995   | Pinehurst, USA (2)                      | antuka    | Todd Woodbridge | Alex O'Brien Sandon Stolle        | 6–2, 6–4                   |
| 32. | 22. květen 1995   | Coral Springs, USA (1)                  | antuka    | Todd Woodbridge | Sergio Casal Emilio Sánchez       | 6–3, 6–1                   |
| 33. | 10. červenec 1995 | Wimbledon, Londýn (3)                   | tráva     | Todd Woodbridge | Rick Leach Scott Melville         | 7–5, 7–6, 7–6              |
| 34. | 14. srpen 1995    | Cincinnati, USA (2)                     | tvrdý     | Todd Woodbridge | Mark Knowles Daniel Nestor        | 6–2, 3–0, ret.             |
| 35. | 11. září 1995     | US Open, New York (1)                   | tvrdý     | Todd Woodbridge | Alex O'Brien Sandon Stolle        | 6–3, 6–3                   |
| 36. | 8. leden 1996     | Adelaide, Austrálie (2)                 | tvrdý     | Todd Woodbridge | Jonas Björkman Tommy Ho           | 7–5, 7–6                   |
| 37. | 4. březen 1996    | Philadelphia, USA (2)                   | koberec   | Todd Woodbridge | Byron Black Grant Connell         | 7–6, 6–2                   |
| 38. | 18. březen 1996   | Indian Wells, USA                       | tvrdý     | Todd Woodbridge | Brian MacPhie Michael Tebbutt     | 1–6, 6–2, 6–2              |
| 39. | 1. duben 1996     | Miami, USA (2)                          | tvrdý     | Todd Woodbridge | Ellis Ferreira Patrick Galbraith  | 6–1, 6–3                   |
| 40. | 22. duben 1996    | Tokyo, Japonsko (2)                     | tvrdý     | Mark Woodforde  | Mark Knowles Rick Leach           | 6–2, 6–3                   |
| 41. | 20. květen 1996   | Coral Springs, USA (2)                  | antuka    | Todd Woodbridge | Ivan Baron Brett Hansen-Dent      | 6–3, 6–3                   |
| 42. | 17. červen 1996   | London/Queen's Club, Anglie (3)         | tráva     | Todd Woodbridge | Sébastien Lareau Alex O'Brien     | 6–3, 7–6                   |
| 43. | 8. červenec 1996  | Wimbledon, Londýn (4)                   | tráva     | Todd Woodbridge | Byron Black Grant Connell         | 4–6, 6–1, 6–3, 6–2         |
| 44. | 29. červenec 1996 | LOH 1996, USA                           | tvrdý     | Todd Woodbridge | Neil Broad Tim Henman             | 6–4, 6–4, 6–2              |
| 45. | 9. září 1996      | U.S. Open, New York (2)                 | tvrdý     | Todd Woodbridge | Jacco Eltingh Paul Haarhuis       | 4–6, 7–6, 7–6              |
| 46. | 7. říjen 1996     | Singapore (2)                           | koberec   | Todd Woodbridge | Martin Damm Andrej Olchovskij     | 7–6, 7–6                   |
| 47. | 17. listopad 1996 | Doubles Championships, Hartford (2)     | koberec   | Todd Woodbridge | Sébastien Lareau Alex O'Brien     | 6–4, 5–7, 6–2, 7–6         |
| 48. | 27. leden 1997    | Australian Open, Melbourne (2)          | tvrdý     | Todd Woodbridge | Sébastien Lareau Alex O'Brien     | 4–6, 7–5, 7–5, 6–3         |
| 49. | 31. březen 1997   | Miami, USA (3)                          | tvrdý     | Mark Woodforde  | Mark Knowles Daniel Nestor        | 7–6, 7–6                   |
| 50. | 7. červenec 1997  | [Wimbledon, Londýn (5)                  | tráva     | Todd Woodbridge | Jacco Eltingh Paul Haarhuis       | 7–6, 7–6, 5–7, 6–3         |
| 51. | 11. srpen 1997    | Cincinnati, USA (3)                     | tvrdý     | Todd Woodbridge | Mark Philippoussis Patrick Rafter | 7–6, 4–6, 6–4              |
| 52. | 27. říjen 1997    | Stuttgart Indoor, Německo (4)           | koberec   | Todd Woodbridge | Rick Leach Jonathan Stark         | 6–3, 6–3                   |
| 53. | 19. leden 1998    | Sydney Outdoor, Austrálie (2)           | tvrdý     | Todd Woodbridge | Jacco Eltingh Daniel Nestor       | 6–3, 7–5                   |
| 54. | 12. leden 1998    | San Jose, USA (1)                       | tvrdý (h) | Mark Woodforde  | Nelson Aerts André Sá             | 6–1, 7–5                   |
| 55. | 23. únor 1998     | Memphis, USA (3)                        | tvrdý (h) | Todd Woodbridge | Ellis Ferreira David Roditi       | 6–3, 6–4                   |
| 56. | 4. květen 1998    | Mnichov, Německo                        | antuka    | Todd Woodbridge | Joshua Eagle Andrew Florent       | 6–0, 6–3                   |
| 57. | 19. říjen 1998    | Singapore (3)                           | koberec   | Todd Woodbridge | Mahesh Bhupathi Leander Paes      | 6–2, 6–3                   |
| 58. | 15. únor 1999     | San Jose, USA (2)                       | tvrdý (h) | Todd Woodbridge | Aleksandar Kitinov Nenad Zimonjić | 7–5, 6–7, 6–4              |
| 59. | 22. únor 1999     | Memphis, USA (4)                        | tvrdý (h) | Todd Woodbridge | Sébastien Lareau Alex O'Brien     | 6–3, 6–4                   |
| 60. | 10. leden 2000    | Adelaide, Austrálie (3)                 | tvrdý     | Todd Woodbridge | Lleyton Hewitt Sandon Stolle      | 6–4, 6–2                   |
| 61. | 17. leden 2000    | Sydney, Austrálie (3)                   | tvrdý     | Todd Woodbridge | Lleyton Hewitt Sandon Stolle      | 7–5, 6–4                   |
| 62. | 3. duben 2000     | Miami, USA (4)                          | tvrdý     | Todd Woodbridge | Martin Damm Dominik Hrbatý        | 6–3, 6–4                   |
| 63. | 22. květen 2000   | Hamburg, Německo (1)                    | antuka    | Todd Woodbridge | Wayne Arthurs Sandon Stolle       | 6–7, 6–4, 6–3              |
| 64. | 12. červen 2000   | French Open, Paříž                      | antuka    | Todd Woodbridge | Paul Haarhuis Sandon Stolle       | 7–6, 6–4                   |
| 65. | 19. červen 2000   | Londýn/Queen's Club, Anglie (4)         | tráva     | Todd Woodbridge | Jonathan Stark Eric Taino         | 6–7, 6–3, 7–6              |
| 66. | 10. červenec 2000 | Wimbledon, Londýn (6)                   | tráva     | Todd Woodbridge | Paul Haarhuis Sandon Stolle       | 6–3, 6–4, 6–1              |
| 67. | 14. srpen 2000    | Cincinnati, USA (4)                     | tvrdý     | Todd Woodbridge | Ellis Ferreira Rick Leach         | 7–6, 6–4                   |

#### Finalista (24)
| Č.  | Datum             | Turnaj                                             | Povrch    | Spoluhráč       | Vítězové                           | Výsledek                 |
| 1.  | 29. červenec 1985 | Hilversum, Nizozemsko                              | antuka    | Carl Limberger  | Stefan Simonsson Hans Simonsson    | 6–3, 6–4                 |
| 2.  | 12. leden 1987    | Auckland, Nový Zéland                              | tvrdý     | Carl Limberger  | Kelly Jones Brad Pearce            | 7–6, 7–6                 |
| 3.  | 20. červenec 1987 | Bordeaux, Francie                                  | antuka    | Darren Cahill   | Sergio Casal Emilio Sánchez        | 6–3, 6–3                 |
| 4.  | 31. srpen 1987    | Rye Brook, USA                                     | tvrdý     | Carl Limberger  | Lloyd Bourne Jeff Klaparda         | 6–3, 6–3                 |
| 5.  | 4. leden 1988     | Adelaide, Austrálie                                | tvrdý     | Carl Limberger  | Darren Cahill Mark Kratzmann       | 4–6, 6–2, 7–5            |
| 6.  | 1. říjen 1990     | Brisbane, Austrálie                                | tvrdý     | Brian Garrow    | Jason Stoltenberg Todd Woodbridge  | 2–6, 6–4, 6–4            |
| 7.  | 28. listopad 1993 | Turnaj mistrů, Johannesburg, Jihoafrická republika | tvrdý (h) | Todd Woodbridge | Jacco Eltingh Paul Haarhuis        | 7–6, 7–6, 6–4            |
| 8.  | 13. červen 1994   | Londýn (Queen's Club), UK                          | tráva     | Todd Woodbridge | Jan Apell Jonas Björkman           | 3–6, 7–6, 6–4            |
| 9.  | 12. září 1994     | US Open, New York, USA                             | tvrdý     | Todd Woodbridge | Jacco Eltingh Paul Haarhuis        | 6–3, 7–6                 |
| 10. | 28. listopad 1994 | Turnaj mistrů, Jakarta, Indonésie                  | tvrdý (h) | Todd Woodbridge | Jan Apell Jonas Björkman           | 6–4, 4–6, 4–6, 7–6, 7–6  |
| 11. | 23. říjen 1995    | Vídeň, Rakousko                                    | koberec   | Todd Woodbridge | Ellis Ferreira Jan Siemerink       | 6–4, 7–5                 |
| 12. | 26. únor 1996     | Memphis, USA                                       | tvrdý (h) | Todd Woodbridge | Mark Knowles Daniel Nestor         | 6–4, 7–5                 |
| 13. | 6. leden 1997     | Adelaide, Austrálie                                | tvrdý     | Todd Woodbridge | Patrick Rafter Bryan Shelton       | 6–4, 1–6, 6–3            |
| 14. | 9. červen 1997    | French Open, Paříž, Francie                        | antuka    | Todd Woodbridge | Jevgenij Kafelnikov Daniel Vacek   | 7–6, 4–6, 6–3            |
| 15. | 2. únor 1998      | Australian Open, Melbourne, Austrálie              | tvrdý     | Todd Woodbridge | Jonas Björkman Jacco Eltingh       | 6–2, 5–7, 2–6, 6–4, 6–3  |
| 16. | 27. duben 1998    | Monte Carlo, Monako                                | antuka    | Todd Woodbridge | Jacco Eltingh Paul Haarhuis        | 6–4, 6–2                 |
| 17. | 6. červenec 1998  | Wimbledon, Londýn, UK                              | tráva     | Todd Woodbridge | Jacco Eltingh Paul Haarhuis        | 2–6, 6–4, 7–6, 5–7, 10–8 |
| 18. | 12. říjen 1998    | Šanghaj, Čína                                      | koberec   | Todd Woodbridge | Mahesh Bhupathi Leander Paes       | 6–4, 6–7, 7–6            |
| 19. | 3 May 1999        | Atlanta, USA                                       | antuka    | Todd Woodbridge | Patrick Galbraith Justin Gimelstob | 5–7, 7–6, 6–3            |
| 20. | 14. červen 1999   | Londýn (Queen's Club), UK                          | tráva     | Todd Woodbridge | Sébastien Lareau Alex O'Brien      | 6–3, 7–6                 |
| 21. | 16. srpen 1999    | Cincinnati, USA                                    | tvrdý     | Todd Woodbridge | Byron Black Jonas Björkman         | 6–3, 7–6                 |
| 22. | 11. říjen 1999    | Šanghaj, Čína                                      | tvrdý     | Todd Woodbridge | Sébastien Lareau Daniel Nestor     | 7–5, 6–3                 |
| 23. | 18. říjen 1999    | Singapore                                          | koberec   | Todd Woodbridge | Max Mirnyj Eric Taino              | 6–3, 6–4                 |
| 24. | 2. říjen 2000     | LOH 2000, Sydney, Austrálie                        | tvrdý     | Todd Woodbridge | Sébastien Lareau Daniel Nestor     | 5–7, 6–3, 6–4, 7–6       |